# Ceranisus jabanitarlensis
Ceranisus jabanitarlensis is een vliesvleugelig insect uit de familie Eulophidae. De wetenschappelijke naam is voor het eerst geldig gepubliceerd in 2011 door Doganlar, Gumovsky & Doganlar.